# Соня Батя
Соня Інґрід Батя OC MSM CD, або Соня Батьова, до шлюбу Веттштайн (8 листопада 1926 , Цюрих  — 21 лютого 2018 або 20 лютого 2018 , Торонто ) — швейцарсько-канадська підприємиця, філантропка, колекціонерка і засновниця Музею взуття Баті, архітекторка.

## Життєпис
Залишила студії архітектури після шлюбу з Томашем Яном Батею, директором Bata Shoes, і переїхала до Торонто в 1946 році, де заприятелювала з представниками архітектурної спільноти. Її друзі-архітектори прийшли з допомогою. Раймонд Моріяма спроєктував Музей взуття Баті, а Джон Кресвелл Паркін спроєктував вражаючу штаб-квартиру Bata Shoes в районі Дон-Міллз у Торонто і заміський будинок сім'ї в Батаві. Хоча раніше Соня Веттштайн планувала стати великою архітекторкою, вона вирішила спрямувати свої естетичні смаки на покращення компанії Bata Shoes.
Також у 1940-х вона почала колекціонувати взуття та досліджувати його історію. У 1979 році заснувала фонд Музею взуття Баті. Музей взуття Баті, заснований у 1995 році, є найбільшим у світі музеєм взуття, а власність основної колекції належить родині Баті. Соня Батя була очільницею музею.
Соня Батя також була головою Національної ради дизайну (1970-ті). Вона допомогла створити французьку школу в Торонто, була членкинею ради Художньої галереї Онтаріо, входила до правління Alcan і Canada Trustco (нині TD Canada Trust), афілійованого зі Всесвітнім фондом дикої природи, і була удостоєна звання почесного капітана ВМФ Канади та стала спонсоркою корабля HMCS Ottawa.
У 1983 році вона стала офіцеркою ордена Канади. 
Соня Батя померла у своєму будинку в Торонто 20 лютого 2018 року, переживши свого чоловіка на дев'ять років.
У шлюбі з Томашем Яном мала четверо дітей. Її тесть — Томаш Батя старший, засновник Bata Shoes.

## Нагороди
- 1983: нагорода офіцера ордена Канади (OC).
- 1992: медаль «125-річчя Конфедерації Канади».
- 2002: канадська версія Золотої ювілейної медалі королеви Єлизавети II.
- 2012: канадська версія діамантової медалі королеви Єлизавети II.
- 19 лютого 2007: медаль «За заслуги в службі»[17]
- відзнака Канадських військ (CD) з 1 застібкою за 24 роки служби як почесна капітанка Королівських ВМС Канади 1989—2013.
- Супутниця Зали слави канадського бізнесу
- Нагорода за життєві досягнення, Рада роздрібної торгівлі Канади
- 1995, Рада конференцій Канади